# Cztery temperamenty (balet)
Cztery temperamenty (Die vier Temperamente, The four Temperaments) – balet w 1 akcie, 5 częściach.
- Muzyka: Paul Hindemith (Temat z wariacjami na fortepian i orkiestrę smyczkową z podtytułem Cztery temperamenty)
- choreografia: George Balanchine
- scenografia: Kurt Seligmann

Prapremiera: Nowy Jork 20 listopada 1946, Central High School of Needle Trades, Ballet Society. 

Polska premiera: Warszawa 4 października 1962, Państwowa Opera.
Pomysł tytułu Cztery temperamenty pochodzi z antycznej koncepcji dzielącej ludzkość na cztery podstawowe typy pod względem temperamentu. Każda wariacja odpowiada innemu typowi uczuciowości, ruchy tancerzy odzwierciedlają te same emocje, ale w inny sposób. Choreografia pozbawiona wątku narracyjnego koncentruje się na ukazaniu w jaki sposób manifestuje się zmienność nastroju u poszczególnych temperamentów.